# Allocosa ruwenzorensis
Allocosa ruwenzorensis este o specie de păianjeni din genul Allocosa, familia Lycosidae. A fost descrisă pentru prima dată de Strand, 1913. Conform Catalogue of Life specia Allocosa ruwenzorensis nu are subspecii cunoscute.